# Геров, Атанас
Атанас Иванов Геров (болг. Атанас Иванов Геров; род. 8 октября 1945, Кюстендил или София) — болгарский футболист, защитник.

## Карьера

### Клубная карьера
Во взрослом футболе дебютировал в 1963 году в клубе «Септември» (София), за который выступал на протяжении трёх сезонов своей игроков карьеры.
В 1966 году стал игроком клуба «Локомотив» (София), где провёл большую часть своей карьеры, сыграв в 61 матче и не забив ни одного гола. В 1969 году на два сезона перешёл в «Славию» (София), где сыграл в 58 матчах. 
В 1971 году вновь вернулся в «Локомотив» (София), с которым в 1973 году стал обладателем Балканского кубка. Завершил карьеру футболиста в 1975 году.

### Карьера в сборной
В 1967 году дебютировал в официальных матчах в составе национальной сборной Болгарии. В 1968 году был в составе сборной на футбольном турнире летних Олимпийских игр, где помог команде завоевать серебряную медаль.
Всего в составе сборной принял участие в семи матчах, не забив ни одного гола.